# Rajya Sabha
Il Rajya Sabha (in italiano: Consiglio degli Stati) è la camera alta del Parlamento indiano e, insieme alla camera bassa (la Lok Sabha) compone l’organo legislativo indiano.

## Composizione
La camera si compone di 250 membri, di cui 12 scelti dal Presidente dell'India per le loro competenze in settori specifici, quali arte, letteratura, scienza, ecc. Questi membri sono conosciuti come i membri nominati. Il resto del corpo (238 membri) è eletto dai rispettivi parlamenti degli Stati federati e territori dell'India, in proporzione al numero degli abitanti. La camera è rinnovata per un terzo ogni due anni.
Per poter essere eletti bisogna essere cittadini indiani ed aver compiuto 30 anni.